# 发愿者之家 (巴黎)

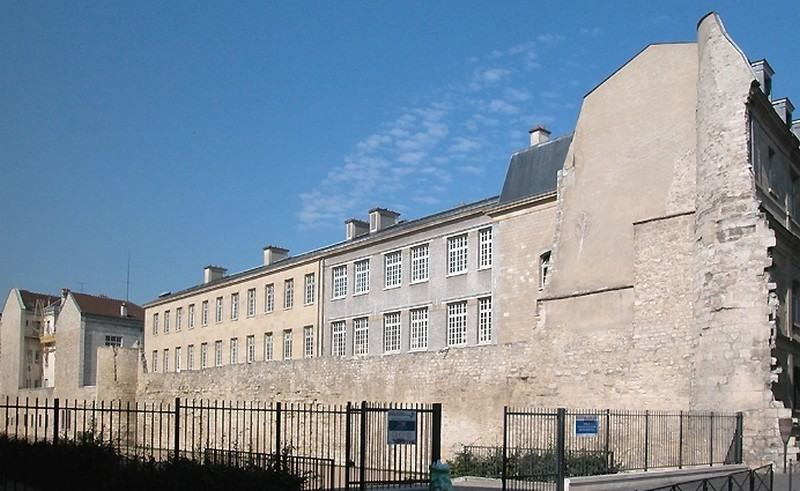
今日查理曼中学

巴黎发愿者之家（法语：Maison professe de Paris，英语：Professed House）原是耶稣会在法国巴黎的发愿者之家，位于玛莱区的圣安托万路（rue Saint-Antoine），介于圣保罗路 （Rue Saint-Paul）、圣安托万路与查理曼路（rue Charlemagne）之间，现在是查理曼中学。这里欢迎神学家和科学家，地处贵族居住区，圣路易教堂（église Saint-Louis）位于附近。

## 历史
1580年，查理·波旁枢机从蒙莫兰西公爵夫人那里买下了拉罗切波特府，送给耶稣会。在1627年至1647年间，他们在腓力二世·奧古斯都城墙上建造了发愿者之家的主楼。 这所房子是法国国王忏悔神父的住所，其中包括拉雪兹神父，担任路易十四 的忏悔神父达34年，拉雪兹神父公墓以他命名。这里还住过像路易·布尔达卢和克劳德-弗朗索瓦·梅内斯特里尔这样的传教士，以及耶稣会音乐大师马克-安东尼·夏庞蒂埃。
在舒瓦瑟尔公爵时期, 耶稣会遭取缔以后，该建筑在1760年代荒废。1767年，奧斯定會以40万里弗尔买下它，并改名为圣路易皇家图书馆（Prieuré royal de Saint-Louis de la Couture） - 他们拥有巴黎最大的图书馆。